# Jean-Victor Audouin
Pour les articles homonymes, voir Audouin.
Jean-Victor Audouin, né à Paris le 27 avril 1797 et mort à Saint-Mandé le 9 novembre 1841, est médecin, professeur d'entomologie, cofondateur de la Société d'Histoire naturelle de Paris, naturaliste et ornithologue français.

## Biographie
Destiné par ses parents à des études de droit, Jean-Victor, passionné par l'histoire naturelle, suit des études de médecine et obtient un titre de docteur en 1826. Il est nommé en 1823 sous-bibliothécaire de l'Institut. En 1824, il devient l'assistant de Pierre André Latreille (1762-1833), alors professeur d'entomologie au Muséum national d'histoire naturelle de Paris. Audouin lui succède en 1833 et conserve cette fonction jusqu'à sa mort. En 1838, il devient membre de l'Académie des sciences dans la section d'économie rurale.
Il parcourt, de 1826 à 1829, avec Henri Milne-Edwards (1800-1885), les côtes de Normandie et de Bretagne, et publie en 1832 le fruit de ses observations sous le titre d’Histoire naturelle du littoral de la France.
Son ouvrage majeur, l'Histoire des insectes nuisibles à la vigne et particulièrement de la Pyrale (1837, 1842), est complété après sa mort par Henri Milne-Edwards et par Émile Blanchard (1819-1900). Jean-Victor Audouin fait paraître de nombreux articles dans les Annales des sciences naturelles, publication qu'il fonde avec Adolphe Brongniart (1801-1876) et Jean-Baptiste Dumas (1800-1884) en 1824. Audouin est aussi l'un de créateurs de la Société entomologique de France (1832). Il prononce, le 8 février 1833, un discours sur la tombe de Latreille au nom de la Société entomologique de France dont il sera par deux fois élu président en 1834 et 1838.
Audouin a aussi contribué à d'autres branches de l'histoire naturelle. Il est coauteur du Dictionnaire classique d'histoire naturelle (1822) et il a collaboré avec Milne-Edwards à l'étude des animaux marins des eaux côtières françaises. Audouin a signé la partie d'ornithologie de la Description de l'Égypte de Jules-César Savigny (1826). On remarque ses mémoires sur les Crustacés (1828), sur la Muscardine, maladie du ver à soie (1836).
Une espèce d'oiseau lui a été dédié, le goéland d'Audouin (Larus audouinii), par Charles Payraudeau (1798-1865) en 1826.
La spermathèque, organe de certains insectes femelles, porte aussi le nom de poche copulatrice d'Audouin.

## Liste partielle des publications
- Histoire des insectes nuisibles à la vigne et particulièrement de la Pyrale qui dévaste les vignobles des départements de la Côte-d'Or, de Saône-et-Loire, du Rhône, de l'Hérault, des Pyrénées-Orientales, de la Haute-Garonne, de la Charente-Inférieure, de la Marne et de Seine-et-Oise, avec l'indication des moyens qu'on doit employer pour la combattre... Paris, Fortin, Masson, 1842
- Journal d'un étudiant en Médecine et en Sciences à Paris sous la restauration
- Le Règne animal distribué d'après son organisation, pour servir de base à l'histoire naturelle des animaux et d'introduction à l'anatomie comparée. Les insectes. (coécrit avec Cuvier, Georges ; Blanchard, Emile-Théophile ; Doyère, Louis-Michel-François ; Milne-Edwards, Alphonse). Fortin ; Masson et Cie (Paris) 1928. Disponible en ligne sur LillOnum : Fascicule 1 et son Atlas. Fascicule 2 et son Atlas.

## Vie privée
Jean-Victor Audouin épouse le 6 décembre 1827 Mathilde-Émilie Brongniart (1808-1882), fille d'Alexandre Brongniart et de Cécile Coquebert de Montbret. Le couple a trois enfants : Émile (mort à l'âge d'un an), Cécile et Paul.

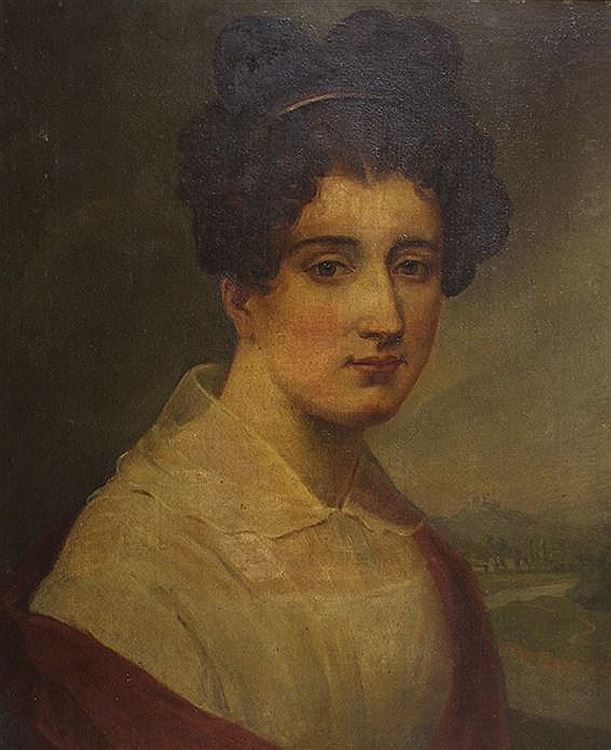
Autoportrait de Mathilde-Émilie Brongniart, épouse de Jean-Victor Audouin
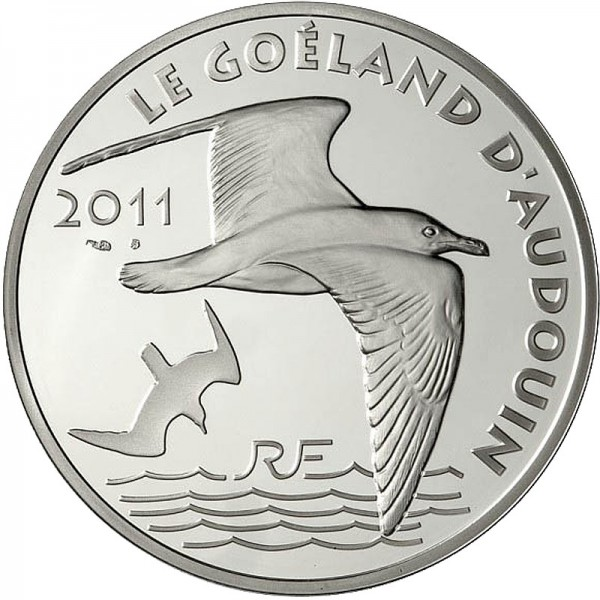
Pièce de 10 euros en argent